# 週刊☆コダワリタイム
『週刊☆コダワリタイム』（しゅうかん こだわりタイム）は、2010年1月10日から2011年9月25日まで中京テレビで制作・放送されていたミニ報道番組である。
略称は「コダワリタイム」で、新聞のラ・テ欄では「週刊」と表記されていた。

## 概要
番組コンセプトは、「「あの問題」「あのニュース」で、伝えられなかった「あの疑問」「この視点」に徹底的にコダワリたい!!」である。毎週専門家が出演していたのが特徴である。かつて存在していた番組公式サイトでは、過去の放送内容の動画が配信されていた。

## 出演者
- 安部まみこ（中京テレビアナウンサー → 報道記者） - 放送期間中に報道部へ異動したが、その後も番組が終了するまで出演し続けた。
- 専門家

## 放送時間
時間は全てJST。
- 日曜 5:25 - 5:40 （2010年1月10日 - 2010年3月21日）
- 日曜 6:00 - 6:15 （2010年4月4日 - 2011年9月25日）

### 放送休止日
- 5:25 - 5:40 時代
  - 毎月最終日曜日（『あなたと中京テレビ』を放送するため。）
- 6:00 - 6:15 時代
  - 2010年8月29日（『24時間テレビ 「愛は地球を救う」』を放送したため。）
  - 2011年8月21日（同上）

## スタッフ
- 制作協力：中京ビデオセンター
- 制作著作：中京テレビ

| 中京テレビ 日曜5:25 - 5:40枠                                                      | 中京テレビ 日曜5:25 - 5:40枠                  | 中京テレビ 日曜5:25 - 5:40枠                                                                            |
| 前番組                                                                            | 番組名                                        | 次番組                                                                                                  |
| --------------------------------------------------------------------------------- | --------------------------------------------- | --- |
| ジャパネットたかたTVショッピング ※5:05 - 5:3524時間テレビリポート ※5:35 - 5:40    | 週刊☆コダワリタイム （2010.1.10 - 2010.3.21） | ジャパネットたかたTVショッピング ※5:05 - 5:3524時間テレビリポート ※5:35 - 5:40 【双方とも通常枠へ移動】 |
| 中京テレビ 日曜6:00 - 6:15枠                                                      |                                               | |
| ニッポン縦断おかず発見!ルート88再放送枠 ※6:00 - 6:30 【ここから中京テレビ制作枠】 | 週刊☆コダワリタイム （2010.4 - 2011.9）       | 皇室日記 ※5:45 - 6:00枠から移動 【ここから日本テレビ制作枠】                                            |